# Die Bettelprinzessin
Die Bettelprinzessin è un film muto del 1916 diretto da Hubert Moest.

## Produzione
Il film fu prodotto da Franz Vogel per la Eiko Film GmbH.

## Distribuzione
Uscì nelle sale cinematografiche tedesche presentato a Berlino il 7 aprile 1916.